# سرژ-جونیور مارتینسون انگوالی
سرژ-جونیور مارتینسون انگوالی (انگلیسی: Serge-Junior Martinsson Ngouali؛ زادهٔ ۲۳ ژانویهٔ ۱۹۹۲) بازیکن فوتبال اهل سوئد است.
از باشگاه‌هایی که در آن بازی کرده‌است می‌توان به اشاره کرد.
وی همچنین در تیم‌های ملی فوتبال Sweden national under-19 football team، زیر ۲۱ سال سوئد، و گابن بازی کرده‌است.